# Eunice Pinney
Eunice Griswold Holcomb Pinney (* 9. Februar 1770 in Simsbury, Connecticut; † 1849 ebenda) war eine US-amerikanische Künstlerin der Outsider Art.

## Leben
Eunice Griswold wurde am 9. Februar 1770 in Simsbury, Connecticut als älteste Tochter und viertes von acht Kindern von Elisha Griswold und Eunice Viets geboren. Ihre Familie gehörte zu den ältesten und reichsten episkopalen Familien von Simsbury. Sie wurde zu Hause unterrichtet und ab ihrem fünften Lebensjahr musste sie, wie auch ihre Geschwister neben ihren akademischen und religiösen Studien auch im Haushalt mitarbeiten. Sie heiratete im späten 18. Jahrhundert Eunice Oliver Holcombe, mit dem sie zwei Kinder, Hector und Sophia Holcombe, hatte. Holcombe starb bei einem Unfall durch Ertrinken, als er während einer Reise nach Ohio versuchte, einen Bach zu durchqueren.
Neuere Erkenntnisse haben ergeben, dass Eunice Holcombe, ihren Mann zuvor bereits verlassen hatte und eine Scheidung erwirken konnte. Sie war in der Ehe missbräuchlich behandelt worden. Danach heiratete sie 1797 Butler Pinney aus Windsor, Connecticut. Mit ihm hatte sie drei weitere Kinder, Norman, Viets und Minerva Emeline Pinney. Neben ihrer Familie engagierte sie sich auch in der Kirche.

## Werk
Sie fing etwa im Alter von 40 Jahren an zu malen und schuf einige der frühesten primitiven Aquarelle Amerikas. Sie zeichnen sich durch ihre Kühnheit und Kraft aus. Pinney war nur als Hobbymalerin tätig, dennoch sehr produktiv. Sie schuf mehr als 50 signierte Werke. Diese befinden sich im Besitz ihrer Nachkommen, in Museen und Privatsammlungen. Das früheste Aquarell ist aus dem Jahr 1809 datiert. Ihre Themen waren sehr unterschiedlich, es gehörten Genreszenen, Landschaften und Figurenstücke dazu und ihre Werke spiegelten häufig ihre literarischen Interessen wider. Auch wurden einige Werke durch Kinderbücher des 18. Jahrhunderts inspiriert.
Charlotte Rubinstein schrieb über das Werk von Pinney: „Ihr Stil hat einen robusten, soliden Look mit entschiedenen Konturen, die eine reife Persönlichkeit voller Kraft und Selbstsicherheit offenbaren“. In ihrem Werk Notable AmericanWomen stellt Mary Black fest, dass die Figuren in Pinneys Gemälden „zweidimensional sind, deren Form der Komposition und dem kräftigen Muster untergeordnet ist“, ein Hinweis auf ihre mangelnde Ausbildung. So habe sie Gesichter oft hinter sorgfältig drapierten Taschentüchern verborgen, „ein Mittel, wie man vermutet, um die mühsame Aufgabe des Malens von Gesichtszügen zu umgehen.“ Sie weist jedoch darauf hin, dass Pinneys Komposition und die Verwendung leuchtender Farben ihren Mangel an Fähigkeiten in Anatomie, Darstellung von Gesichtszügen und Perspektive ausgleichen.
Ihr vermutlich interessantestes und charakteristischstes Werk ist das Gemälde Two Women, entstanden um 1815. Es zeigt zwei einander gegenübersitzende weibliche Figuren an einem Tisch, auf dem ein Kerzenständer steht. Eine offenbar ältere Frau hält ein Kind in der Hand. In dem Gemälde finden sich unterschiedliche Formen und Motive, die in perfekter Symmetrie angeordnet sind. Im Werk „The Obstacle Race“ weist Germaine Greer auf Pinneys Interesse an der Mustererstellung hin, mit einem Rautenmuster auf dem Teppich und einer sorgfältigen Symmetrie der Komposition um die zentrale Spindel des Tisches und den Kerzenständer. „Die Spannung zwischen den beiden Frauen, der großen, selbstgefälligen Mutter und der leicht ängstlichen anderen, wird durch die gekippte Tischplatte unter dem Kerzenständer, die man auf Augenhöhe sieht, und die Seltsamkeit der Kerzenflamme, die zwischen den hellen Fenstern zu sehen ist, noch verstärkt.“

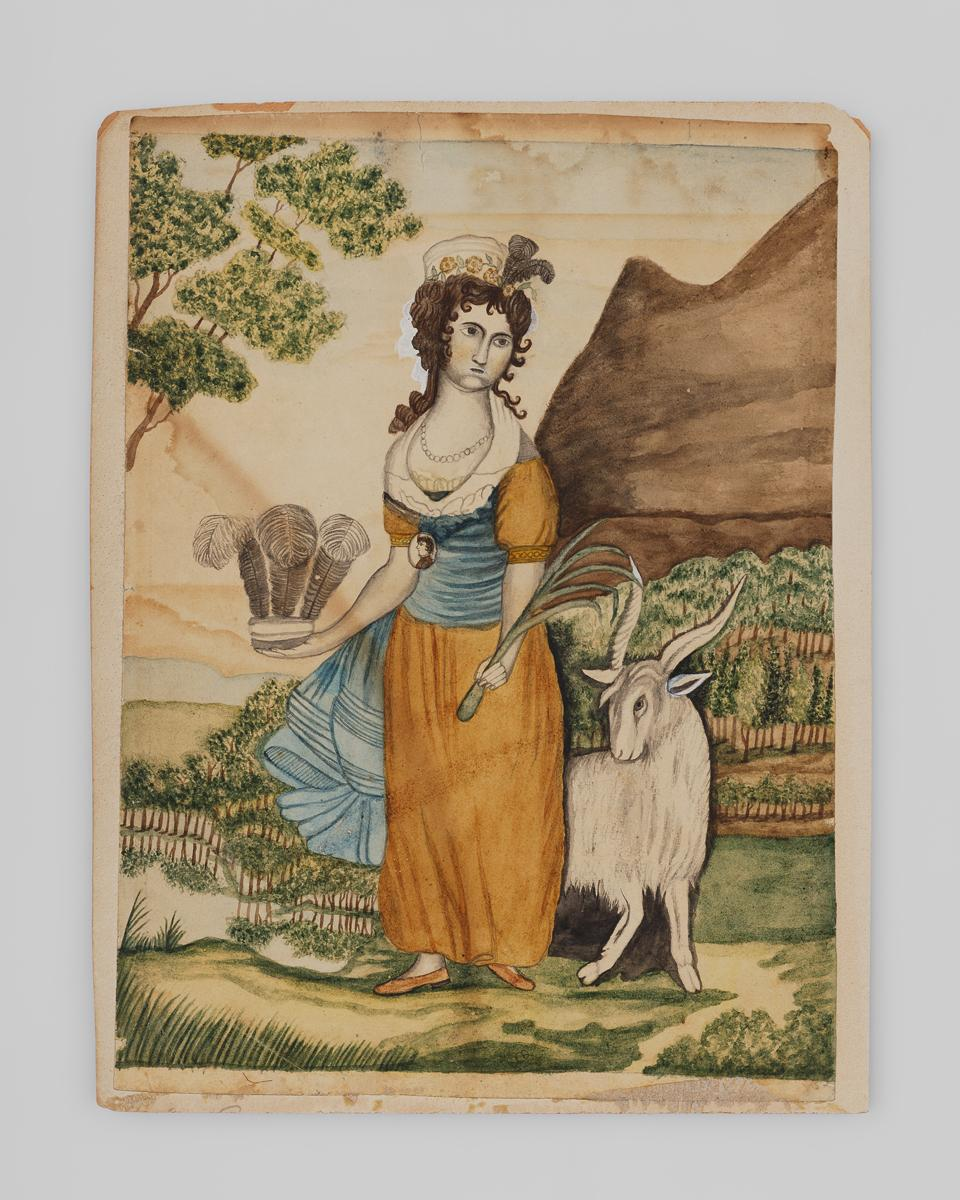
Allegorische Figur 1810–1815
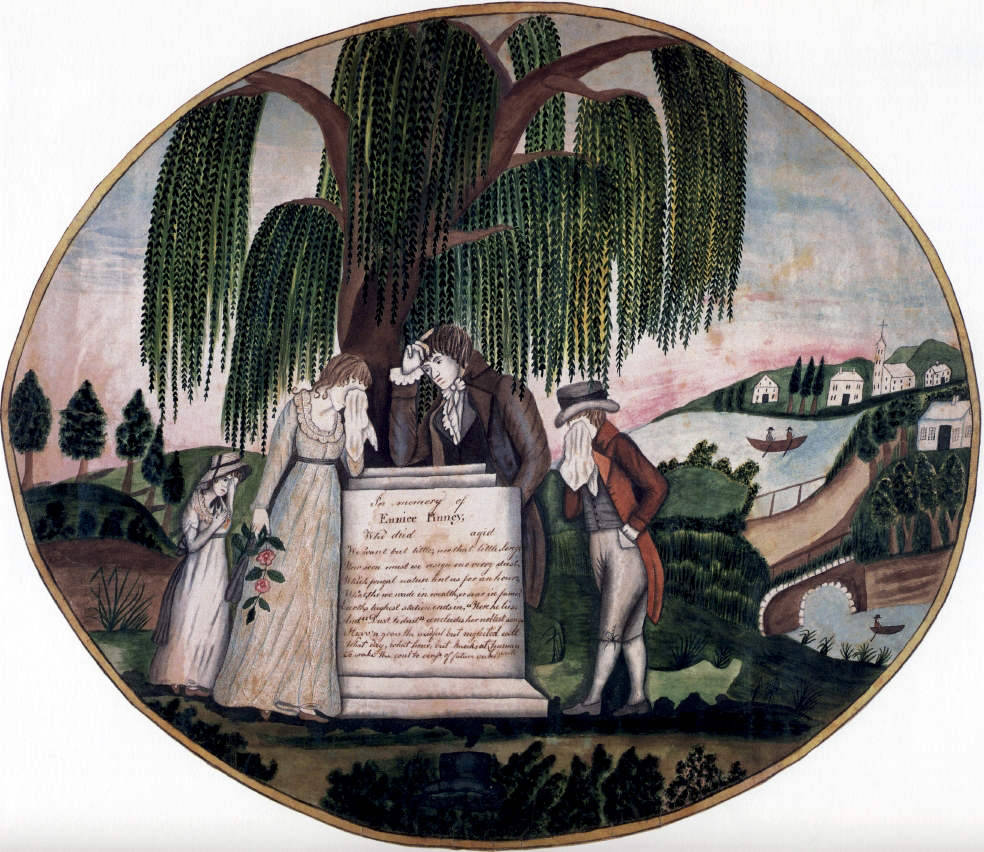
Pinney Memorial 1813
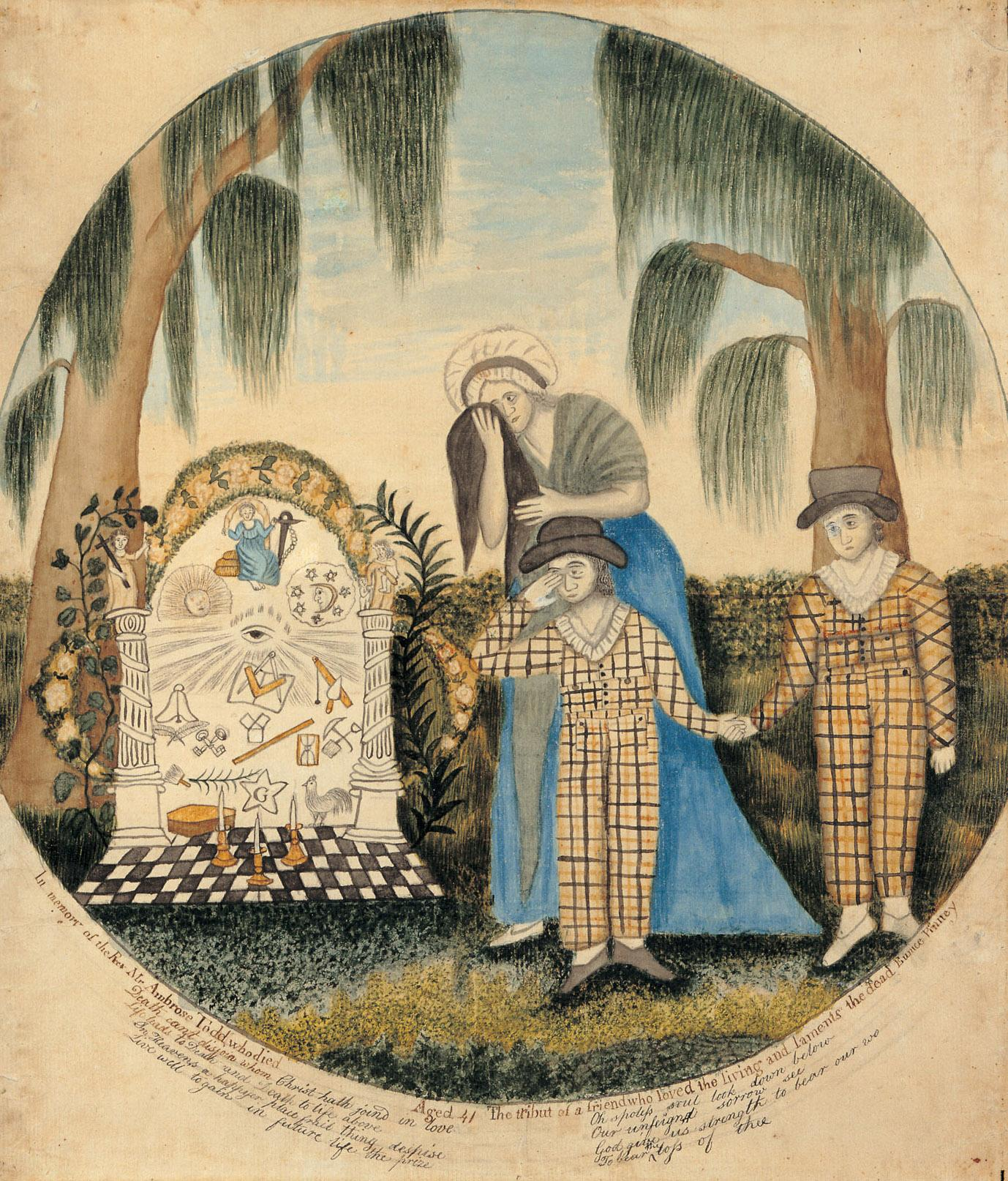
Zeichnung 1809
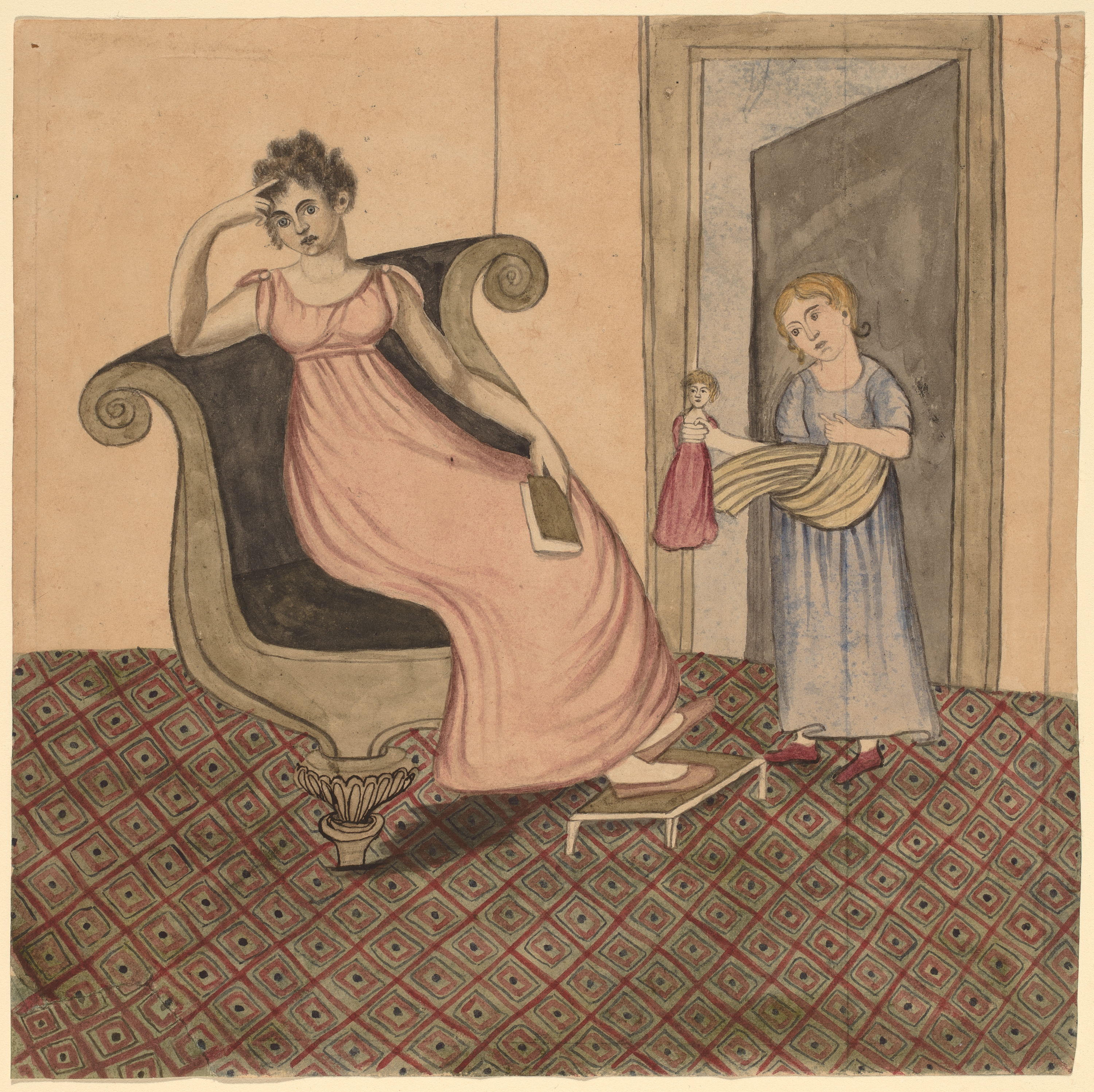
Mutter und Kind 1815
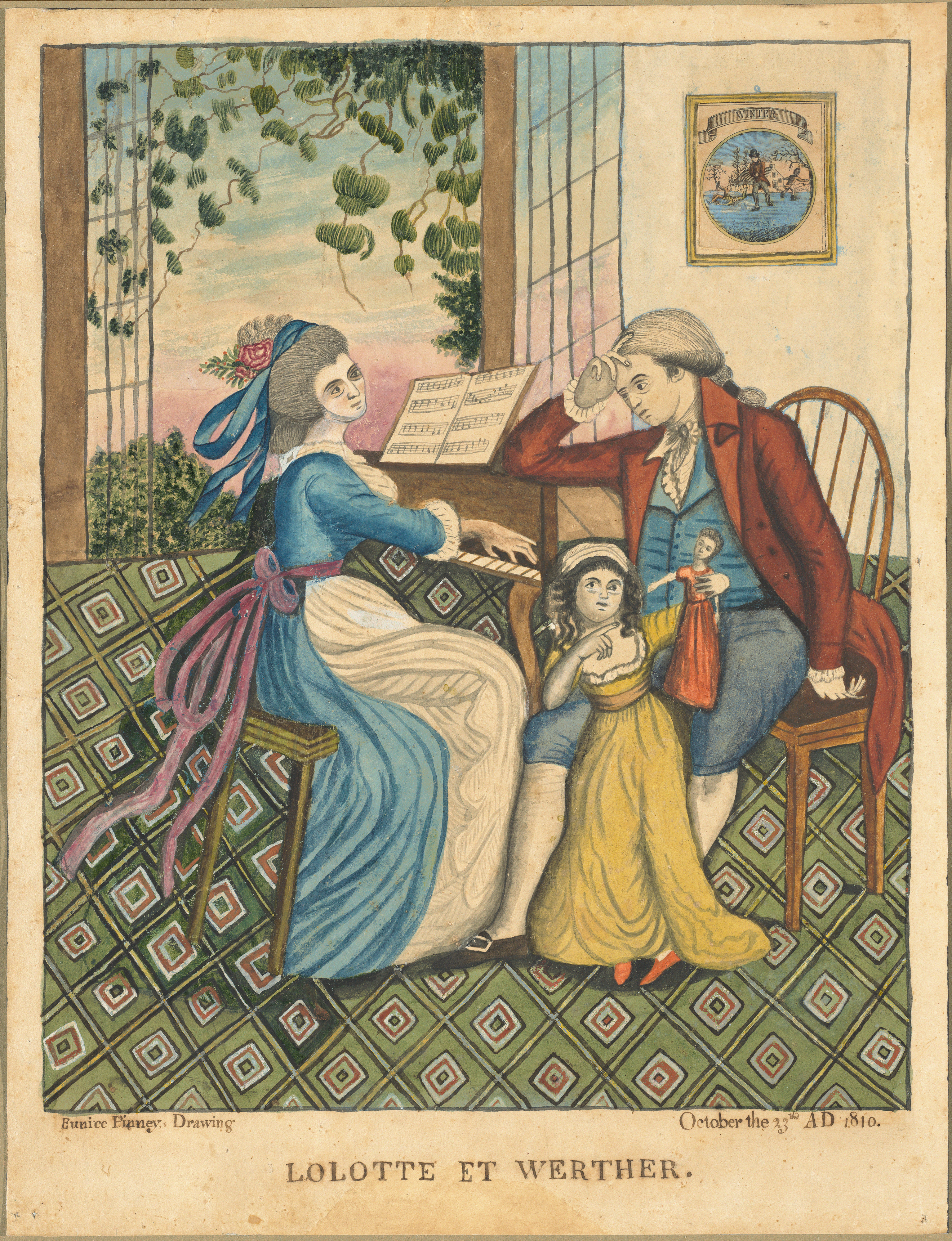
Lolotte und Werther 1810